# Durchfahrtsbeeke
El Durchfahrtsbeeke en baix alemany Dörchfohrtsbeck és un riu d'Alemanya que neix al poble de Klein Krams, un nucli del municipi d'Alt Krenzlin, a l'estat de Mecklemburg-Pomerània Occidental. És un afluent dret del Rögnitz al qual desemboca al sud del municipi de Leussow. Amb l'ajuda de fons europeus va ser renaturalitzat entre 2007 i 2011. En conseqüència en pocs anys la diodiversitat a les seves ribes va augmentar ràpidament.

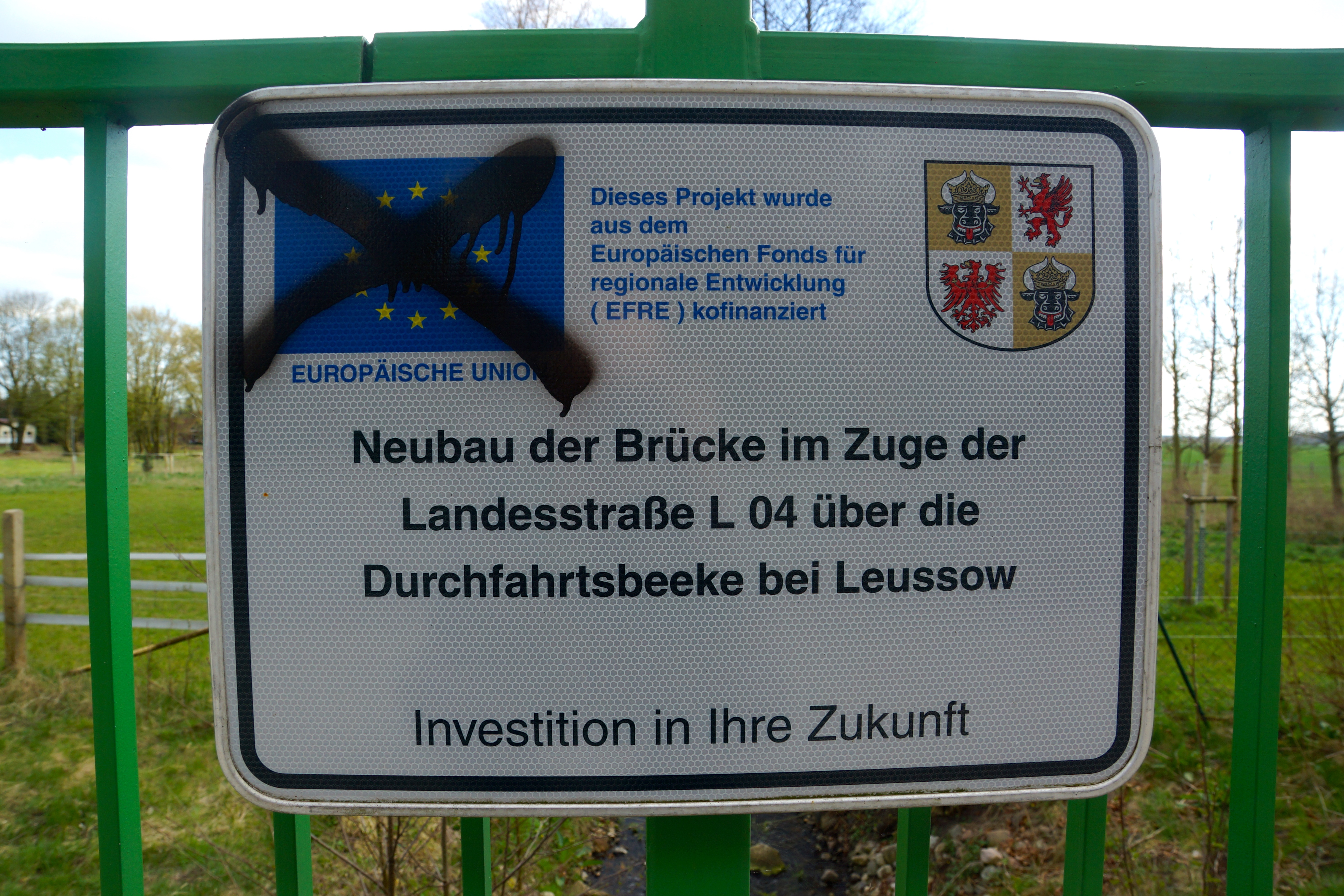
Placa del Fons de Desenvolupament Regional Europeu que va subsidiar el pont nou i la renaturalització